# Jimmy Hansen
Jimmy Hansen (Odense, 8 de febrer de 1974) és un ciclista danès, que s'especialitzà en la pista.

## Palmarès en pista
- 1998
  -  Campió de Dinamarca en Madison (amb Ronny Lerche)
- 2002
  -  Campió de Dinamarca en Persecució
  -  Campió de Dinamarca en Persecució per equips
  -  Campió de Dinamarca en Madison (amb Morten Voss Christiansen)
- 2003
  -  Campió de Dinamarca en Persecució
  -  Campió de Dinamarca en Puntuació

### Resultats a laCopa del Món
- 2000
  - 1r a Moscou, en Madison

## Palmarès en ruta
- 2000
  -  Campió de Dinamarca sub-23 en ruta
- 2001
  -  Campió de Dinamarca en contrarellotge per equips